# Hospedagem grátis
Hospedagem grátis é um tipo de serviço gratuito de hospedagem de sites da internet. São também funcionais, entretanto, extremamente limitados quando comparados à hospedagem paga.
Geralmente estes serviços incluem banners e outros tipos de propaganda obrigatória nos sites hospedados. Além disso, a maioria oferece somente envio de sites por uma interface web, o que não é tão eficiente quanto o envio por FTP. Também, geralmente, o espaço em disco e o tráfego de dados é limitado. De qualquer forma, muitas pessoas iniciam seu site através de hospedagem gratuita.
Outra desvantagem dos serviços de hospedagem gratuita é que por ter muitos cadastro a URL fica muito grande, podendo ser resolvido com um redirecionador de site.